# L'amore in gioco
L'amore in gioco (Fever Pitch) è un film statunitense del 2005 diretto dai fratelli Farrelly, rifacimento del film del 1997 Febbre a 90° di David Evans, a sua volta una trasposizione del romanzo omonimo di Nick Hornby.

## Trama
Boston (Massachusetts), inizio 2004. Ben, estroverso insegnante delle scuole medie, conosce Lindsay, una rampante ragazza in carriera, e se ne innamora, ricambiato. La storia d'amore tra i due sembra procedere al meglio, fino a quando Lindsay non scopre che Ben è un tifoso sfegatato dei Boston Red Sox. Ben presto ogni pensiero di Ben e ogni momento libero della coppia vengono "invasi" dai Red Sox e questo fa entrare il loro rapporto in crisi: quando Lindsay però decide di lasciarlo, Ben sprofonda in una grossa depressione, che lo porta a interrogarsi sulle implicazioni che il suo tifo ha sulla vita reale. Quando però capisce che l'amore per i Red Sox non vale quello per Lindsay, la squadra ricomincia a vincere.

## Produzione
Il film è il remake della pellicola del 1997 Febbre a 90°, ambientata a Londra e liberamente ispirata al romanzo omonimo di Nick Hornby. Il principale cambiamento rispetto all'originale riguarda l'ambientazione (Boston) e lo sport seguito dal protagonista, il baseball anziché il calcio (e l'Arsenal). Similmente all'Arsenal, i Boston Red Sox potevano "vantare" una lunga serie di sconfitte, interrotta proprio nel 2004 dalla vittoria delle World Series, che non avveniva da 86 anni. Il finale del film è stato girato il 27 ottobre 2004 allo stadio di St. Louis, al termine della gara delle finali di World Series tra St. Louis Cardinals e Boston Red Sox. L'inattesa rimonta dei Red Sox contro i New York Yankees nella finale di American League ha spinto gli sceneggiatori a modificare precipitosamente il finale della pellicola.

## Slogan promozionali
- «A Comedy About The Game Of Love.»
- «La sua unica rivale in amore è... una squadra di giocatori.»